# Глухова, Валентина Матвеевна
Валентина Матвеевна Глухова (19 апреля 1928, Рязань — 1 декабря 2007, Санкт-Петербург) — советский и российский энтомолог, специалист по экологии и систематике мокрецов, профессор, доктор биологических наук (1980).

## Биография
Родилась 19 апреля 1928 года в Рязани. В следующем году семья переехала в Ленинград. Её отец работал на Кировском заводе. В войну завод был эвакуирован в Челябинск и куда переехала вся семя Глуховых. Школу Валентина Матвевна окончила в 1946 году уже вернувшись в Ленинград. С 1947 по 1952 год училась в Ленинградском университете. Дипломную работу по паразитофауне камбал Белого моря она выполняла под руководством Соломона Самуиловича Шульмана. В 1952 году она поступила в аспирантуру к Айно Семёновне Лутте в Карело-Финский филиал АН СССР. Кандидатская диссертация на тему «Фауна и экология мокрецов (Culicoides) Карело-Финской ССР» была защищена в 1956 году. После защиты диссертации Глухова по распределению стала сотрудником Орнитологической станции в посёлке Рыбачий на Куршской косе. В 1959 году она вышла замуж за орнитолога Вейно Вольдемаровича Эрика. 
В 1960 году по приглашению Александра Самойловича Мончадского перешла на работу в лабораторию паразитологии Зоологического института РАН. В 1980 году состоялась защита докторской диссертации на тему «Система и эволюция семейства Ceratopogonidae (Diptera)». В 1985 году было присвоено звание «Ветеран труда», в 1996 году получила звание профессора. Умерла в Санкт-Петербурге 1 декабря 2007 года.

## Научные достижения
Принимала участие в многочисленных в экспедициях в Карелию, Эстонию, Беларусь, Украину, Казахстан, Кыргызстан, Туркменистан и Приморский край. Впервые описала личинки более 100 видов мокрецов. Глухова описала 20 новых для науки мокрецов. Участвовала в международных конференциях в Чехословакии, Венгрии, Болгарии и Канаде. На нескольких диптерологических симпозиумах была приглашённым докладчиком.

### Таксоны, названные в честь Глуховой
В честь неё названо семь таксонов.
- Archipogon glukhovae Huerta, 2008
- Brachypogon glukhovae Grogan & Meillon, 1994
- Cacaohelea glukhovae Borkent & Picado, 2008
- Culicoides glukhovae Mirzaeva, 1974
- Dasyhelea glukhovae Brodskaya, 1996
- Glukhovia Remm, 1976 (подрод в роде Palpomyia)
- Agamomermis glukhovae Rubzov, 1974

## Публикации
Опубликовала более 82 научных работ, в том числе несколько монографий:
- Глухова В. М. Кровососущие мокрецы родов Culicoides и Forcipomyia (Ceratopogonidae) // Фауна СССР. Насекомые двукрылые. — Л.: Наука, 1989. — Т. 3, вып. 5а. — 408 с. — (Новая серия № 139).
- Глухова В. М. Личинки мокрецов подсемейств Palpomyiinae и Ceratopogoninae фауны СССР. — Л.: Наука, 1979. — 225 с. — (Определители по фауне СССР, №121).
- Гуцевич А. В., Глухова В. М. Методы сбора и изучения кровососущих мокрецов. — Л.: Наука, 1970. — 103 с. — (Методы паразитологических исследований. Вып. 3).